# Hermann Scherchen
Hermann Scherchen (ur. 21 czerwca 1891 w Berlinie, zm. 12 czerwca 1966 we Florencji) – niemiecki dyrygent.

## Życiorys
Początkowo uczył się gry na skrzypcach. W latach 1907–1910 występował jako altowiolista w Berlinie. Umiejętności dyrygenta, jego przyszłego zawodu zdobył jako samouk.
W 1911 współpracował z Arnoldem Schönbergiem przy prawykonaniu Pierrot lunaire. Na początku I wojny światowej został internowany na Łotwie jako obywatel Niemiec i znalazł się w obozie na Uralu, gdzie był świadkiem rewolucji październikowej.
Po powrocie do Berlina założył kwartet smyczkowy i czasopismo muzyczne „Melos”. Dyrygował dwoma chórami robotniczymi. Jako następca Wilhelma Furtwänglera dyrygował orkiestrami symfonicznymi w Lipsku (1920/1921) i Frankfurcie nad Menem (1922–1924). Od 1928 był generalnym dyrektorem muzycznym w Królewcu i kierownikiem muzycznym tamtejszej radiostacji do 1933.
Od 1923 był członkiem Międzynarodowego Towarzystwa Muzyki Współczesnej (ISCM), otrzymał godność członka honorowego tego Towarzystwa. W 1933 wyemigrował z hitlerowskich Niemiec i założył w Brukseli i Wiedniu zespoły zajmujące się wykonywaniem utworów muzyki współczesnej.
Po wojnie zamieszkał w Szwajcarii, gdzie został kierownikiem muzycznym rozgłośni radiowej Beromünster i naczelnym dyrygentem Radia Szwajcarskiego. Przy poparciu UNESCO stworzył w Gravesano studio muzyki elektroakustycznej.
Propagował utwory kompozytorów awangardy muzycznej, jak Arnold Schönberg, Alban Berg, Anton Webern, Paul Hindemith, Ernst Křenek, Richard Strauss, Karl Amadeus Hartmann, Edgar Varèse, Luigi Nono, Gian Francesco Malipiero, Luigi Dallapiccola, Paul Dessau, Boris Blacher, Hans Werner Henze, Karlheinz Stockhausen i Iannis Xenakis.
W latach pięćdziesiątych XX wieku zajmował się także wykonywaniem i nagrywaniem mało znanych wówczas utworów Johanna Sebastiana Bacha, szczególnie kantat, przy czym współpracował ze znakomitymi solistami, jak Hilde Rössel-Majdan (kontralt). Niektóre z tych nagrań po rekonstrukcji elektronicznej są nadal dostępne w handlu, i mimo upływu czasu stanowią przykłady nowoczesnej interpretacji muzyki dawnej.
Hermann Scherchen był krótko żonaty z aktorką Gerdą Müller, a po rozwodzie ożenił się powtórnie z kompozytorką chińską Xiao Shuxian. Córka z tego małżeństwa Tona Scherchen (ur. 1937) została kompozytorką.

## Publikacje
- Lehrbuch des Dirigierens (Podręcznik dyrygentury), Lipsk 1929
- Vom Wesen der Musik (O istocie muzyki), Winterthur 1946
- Musik für Jedermann (Muzyka dla każdego), Winterthur 1950
- Alles hörbar machen: Briefe eines Dirigenten 1920–1939 (Uczynić wszystko słyszalnym: Listy dyrygenta 1920–1939), Berlin 1976
- Aus meinem Leben (Z mojego życia), Berlin 1984